# Winchester Модель 1897
Winchester Model 1897, також відома Model 97, M97, Riot Gun або Trench Gun це помпова рушниця з зовнішнім ударником та трубчастим магазином, яку розробила компанія Winchester Repeating Arms Company. Модель 1897 стала подальшим доопрацюванням рушниці Winchester Модель 1893, яку розробив Джон Браунінг. В період з 1897 по 1957 роки було випущено понад один мільйон рушниць. Модель 1897 пропонували зі стволами різної довжини, під набої 12 та 16 калібрів з суцільною або переламною рамою. Для рушниць 16 калібру стандартними були стволи довжиною 28 дюйм (71 см), а для 12 калібру — 30 дюйм (76 см). Замовити можна було рушниці з довжиною стволів 20 дюйм (51 см) або 36 дюйм (91 см). З першої появи Моделі 1897, її з великою ефективністю використовували американські військові, правоохоронці та мисливці.

## Історія
Рушниця Winchester Модель 1897 була розроблена американським зброярем-винахідником Джоном Браунінгом. Вперше в продажу Модель 1897 була представлена в каталозі Winchester в листопаді 1897 на суцільній рамі під набій 12 калібру. В жовтні 1898 року було додано модель з переламною рамою під набій 12 калібру, а в лютому 1900 року було додано модель з переламною рамкою під набій 16 калібру. Спочатку це була міцніша, потужніша та покращена версія рушниці Winchester 1893, яка сама була покращенням помпової рушниці Spencer 1882, Модель 1897 була ідентична попередниці, окрім того, що ствольна коробка була товстіша і дозволяла використовувати набої з бездимним порохом, які на той час ще не були поширеними. Модель 1897 представляла собою «переламною» конструкцію, де ствол та трубчастий магазин можна легко відокремити від ствольної коробки для чищення або транспортування, на тепер ствол, який можна легко зняти став стандартом, як серії Remington 870 та Mossberg 500. З часом «Модель 97 стала популярним дробовиком на американському ринку та встановила стандарт продуктивності за яким оцінювалися інші види та марки рушниць, включаючи найдорожчі імпортні вироби». Виробництво Winchester Модель 1897 тривало з 1897 по 1957. Саме в той час стали популярними «сучасні» рами з безкурковими конструкціями, як Winchester Модель 1912, Ithaca Model 1937 та Remington 870. Модель 1897 замінила рушниця Winchester Модель 1912. Проте, рушницю постійно використовують і тепер.

### Покращення у порівнянні з Моделлю 1893
При проектуванні нової Моделі 1897, було враховано і виправлено багато недоліків Моделі 1893. Серед покращень:
- Рама була зміцнена і зроблена довшою для використання набоїв збездимним пороха 12 калібру з довжиною гільзи 2+3⁄4 дюйма (70 мм), а також з можливістю використання старих і коротших набоїв під димний порох з довжиною гільзи 2+5⁄8 дюйма (67 мм).[5]
- Верхня частина рами була закрита, щоб викидання гільзи відбувалося вбік.[5] Це сильно зміцнило раму рушниці і дозволило використовувати гільзи довжиною 2+3⁄4 дюйма (70 мм) без загрози заклинювання зброї.[7]
- Затвор можна було відкрити лише після невеликого руху вперед руків'я, яке розмикало замок затвора. Під час стрільби, відбій дробовика рухав трохи вперед руків'я і розмикав замок затвора, що миттєво відкривало затвор. При відсутності відбою треба було вручну штовхнути вперед руків'я для розмикання затвора.[5]
- Рухома напрямна набою була розташована з правого боку патронного блоку, щоб запобігти випаданню гільзи при нахилі зброї вбік під час заряджання.[5]
- Ложа була довшою та зменшим провисанням.[5]

Серед цих покращень, саме ковзний замок зробив Модель 1897 безпечною зброєю. Цей покращений ковзний замок утримував дробовик замкненим до початку ведення вогню, що запобігало заклинюванню через осічку. Ковзний замок «знаходиться в такому положенні відносно тіла ударника, що запобігало ударнику вдарити по капсулю до того як ударник почне рухатися вперед на достатню відстань щоб забезпечити закривання затвора». Це запобігало відтягуванню кожуха затвора «рукою стрільця до моменту пострілу, що робило зброю більш безпечною».

## Опис

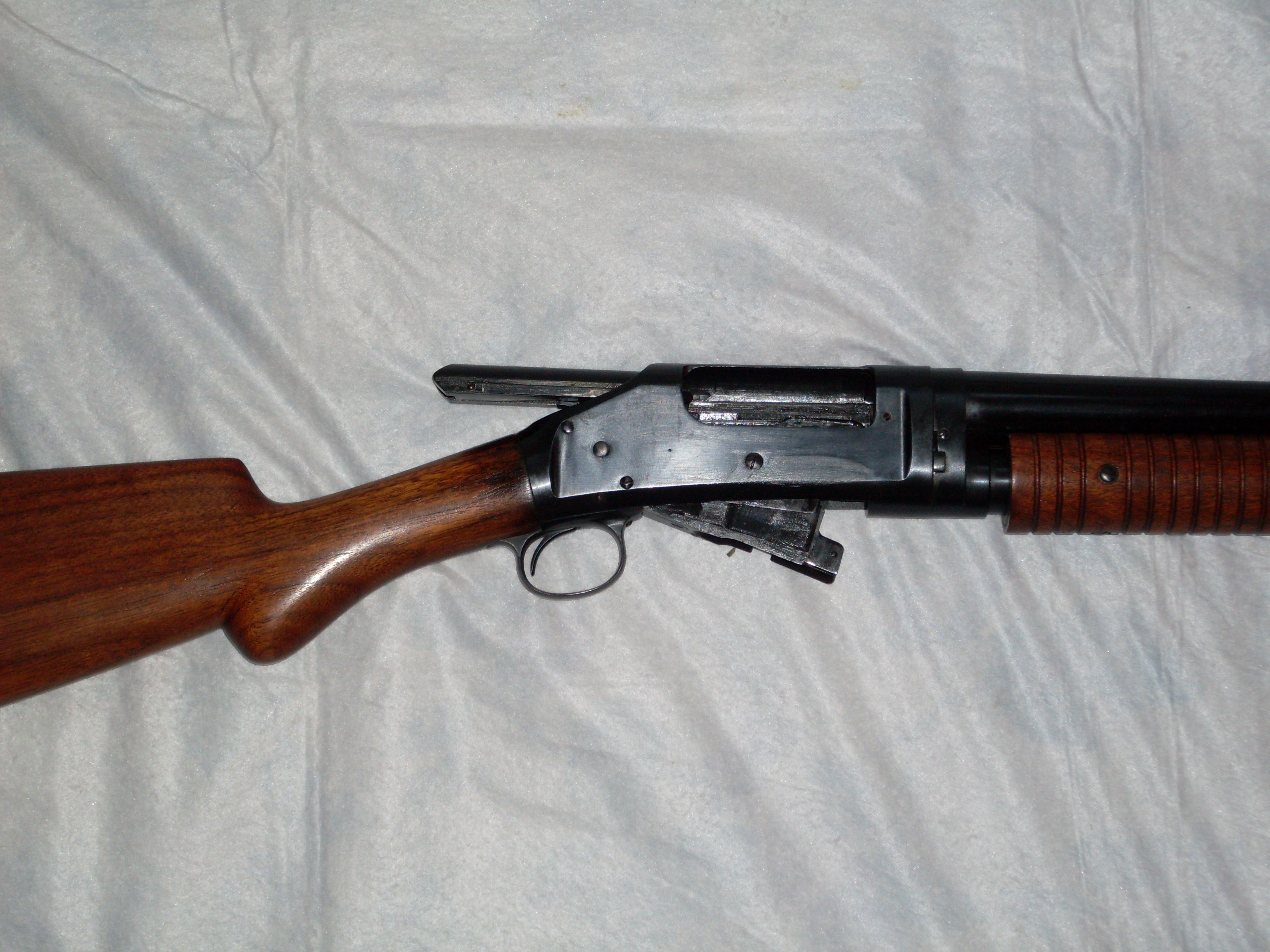
Відкритий затвор Моделі 1897. Видно довгий затвор, який виступає зі ствольної коробки.

Рушниці Winchester Модель 1897 та Winchester Модель 1893 були розроблені Джоном Браунінгом. Модель 1897 представляла собою дробовик з зовнішнім курком без розмикача спускового гачка. Це значить, що стрілець може утримувати спусковий гачок під час заряджання та може відкрити вогонь одразу, як затвор повернеться у бойове положення. Саму зброю класифікують як помповий дробовик з ковзним затвором. Це був перший дробовик став першим дійсно успішним помповим серійним дробовиком. За час виробництва Моделі 1897 було випущено понад мільйон одиниць зброї під різні калібри та з різною довжиною стволів. Рушниці 16 калібру мали стандарті стволи довжиною 28 дюймів (710 мм), в той час як рушниці 12 калібру мали стволи довжиною 30 дюймів (760 мм). Можна було замовити стволи зі спеціальною довжиною до 20 дюймів (510 мм), а також з довжиною 36 дюймів (910 мм). Через різні калібри та довжини стволів, Модель 1897 мала два різних патронника. Один був під набій 12 калібру, а інший під набій 16 калібру. Довжина гільз цих моделей становила 2+5⁄8 дюйма (67 мм) або 2+3⁄4 дюйма (70 мм) відповідно. Використовувати довші гільзи не рекомендують. В середньому в трубчастий магазин Моделі 1897 вміщує 5 або 6 набоїв. Під час дії Моделі 1897 цівку (переднє руків'я) тягнуть назад, завдяки чому затвор рухається назад викидаючи стріляну гільзу при цьому зводячи зовнішній курок. Під час руху цівки вперед, затвор штовхає набій в патронник і замикається.
Китайська компанія Norinco зробила спробу відновити виробництво цієї зброї. Рушниця Norinco 97 є майже ідентичною копією Winchester 1897. Її випускають у варіантах Trench та Riot, проте вони не мають точності та обробки оригіналів.

### Варіанти Моделі 97

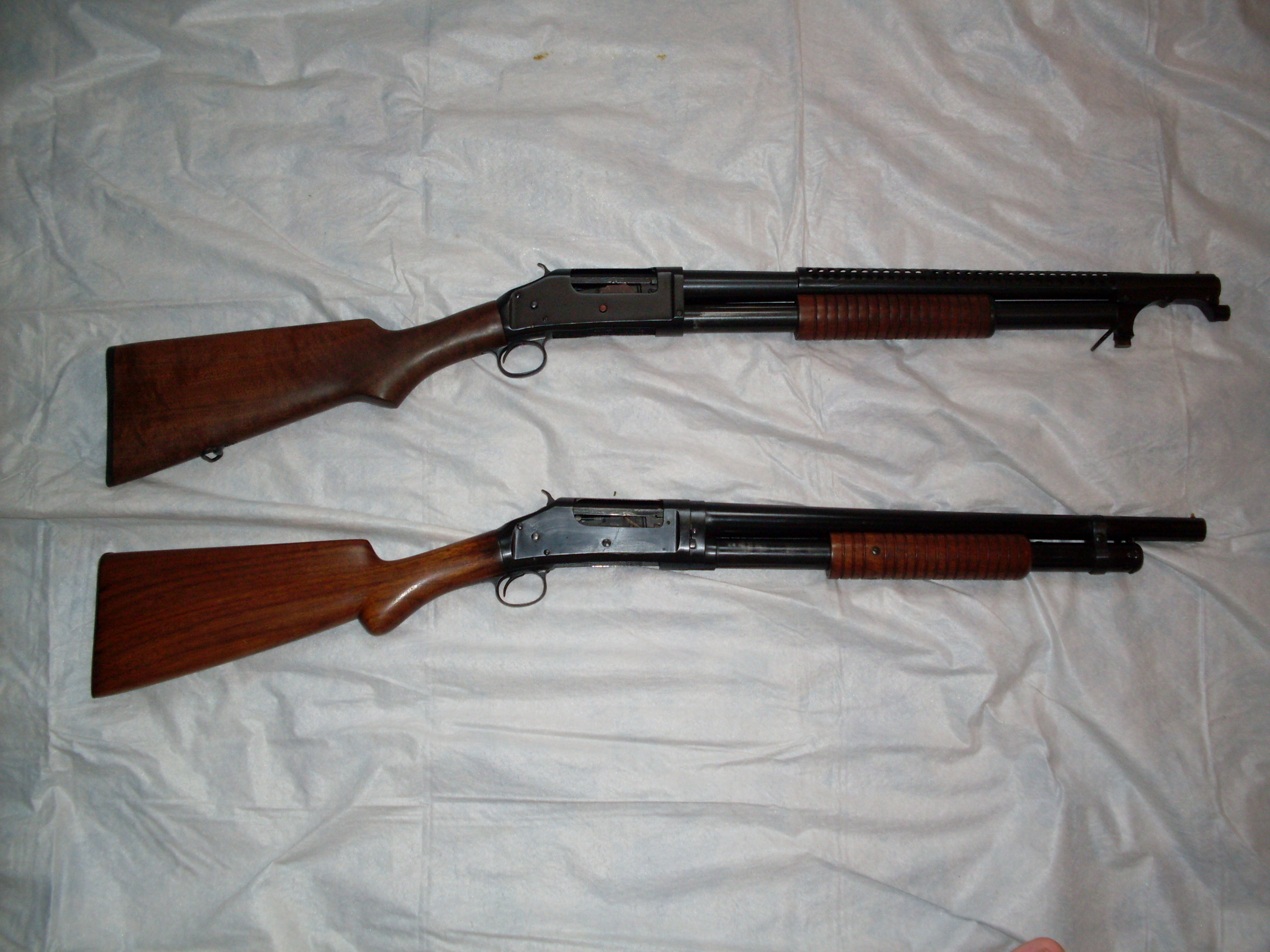
Модель 1897 (окопний) та копія Norinco (повстанський)

| Варіант        | Калібр | Ствол (дюйми)                          | Періоди виробництва | Примітки                                                                                     |
| -------------- | ------ | -------------------------------------- | ------------------- | -------------------------------------------------------------------------------------------- |
| Standard       | 12,16  | 30 дюймів (760 мм), 28 дюймів (710 мм) | 1897–1957           | Проста горіхова ложа з сталевим потиличником                                                 |
| Trap           | 12,16  | 30 дюймів (760 мм), 28 дюймів (710 мм) | 1897–1931           | Горіховий візерунок з насічкою                                                               |
| Pigeon         | 12,16  | 28 дюймів (710 мм)                     | 1897–1939           | Такий самий як Trap, але з ручним гравіруванням ствольної коробки                            |
| Tournament     | 12     | 30 дюймів (760 мм)                     | 1910–1931           | Вишукана горіхова ложа; матовий верх ствольної коробки для зменшення відблисків              |
| Brush          | 12,16  | 26 дюймів (660 мм)                     | 1897–1931           | Коротший магазин, проста горіхова ложи без насічки, суцільна рама                            |
| Brush Takedown | 12,16  | 26 дюймів (660 мм)                     | 1897–1931           | Такий самий як і попередній, але з переламною рамою                                          |
| Riot           | 12     | 20 дюймів (510 мм)                     | 1898–1935           | Проста горіхова ложа, суцільна або переламна рама                                            |
| Trench         | 12     | 20 дюймів (510 мм)                     | 1917–1945           | Як і варіант Riot, але з кожухом від нагріву, провушеною для багнета та антабками для ременю |

### Початкова ціна
Коли вперше з'явилася Модель 1897, вартість залежала від замовленого варіанту і доданих особливостей доданих до дробовика. Дробовик з простою обробкою коштував $25, в той час як зброя з гравіруванням та насічками, а також з якіснішою деревиною коштував $100. Більш дорогими варіантами Моделі 1897 були Standard, Trap, Pigeon та Tournament. Ці варіанти зазвичай були оснащені гравірованими ствольними коробками та з насічками, ложа з якіснішого дерева. Дешевшими та простішими варіантами були Brush, Brush Takedown, Riot та Trench. Ці варіанти не мали лож з якісного дерева або спеціальних конструкцій. Ці варіанти випускали для жорсткої експлуатації. Ці варіанти мали більше шансів отримати сильні пошкодження, тому не було сенсу вкладати додаткові кошти в їхній зовнішній вигляд. Оскільки ці варіанти зброї мали бути легкими, не було потреби використовувати важке та дорогоцінне дерево. Найбільше купували саме такі варіанти. Завдяки простій обробці та стандартній деревині ці варіанти були дешевими. Крім того ці варіанти продавали в німецьких каталогах за цінами, які дорівнювали цінам на розкішні двоствольні рушниці.

## Військове використання

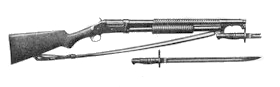
Окопна рушниця Winchester Модель 1897

Модель 1897 використовували американські солдати під час Філіппінсько–американської війни в 1899 році. Це перше використання військовими США дробовиків в призвело до замовлення та відправки на Філіппіни в 1900 році 200 рушниць. Їх використовували проти бійців племені Моро, які атакували американців у ближньому бою використовуючи ножі та мечі.

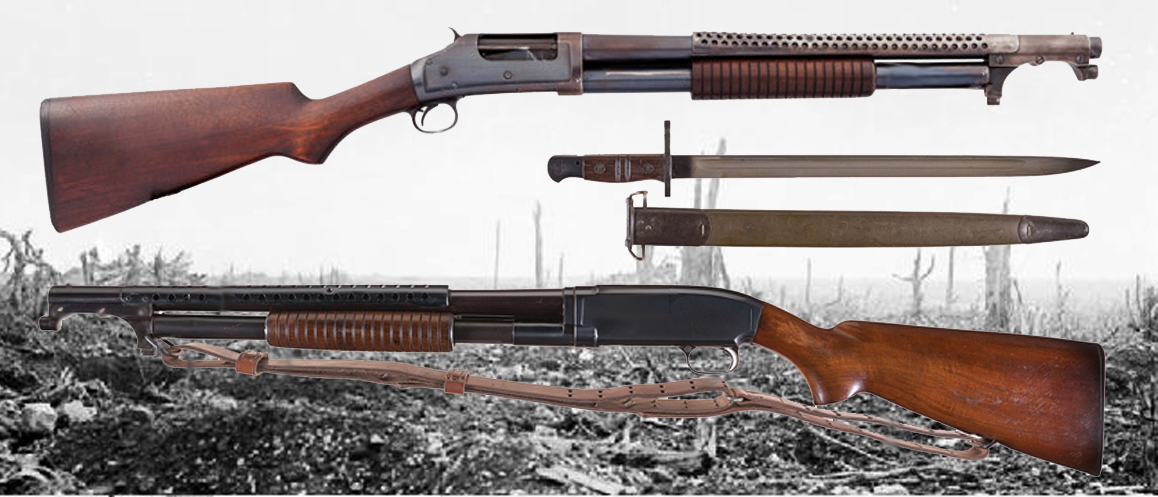
Окопні рушниці Winchester M97 та M12

Під час каральної експедиції до Мексики, деякі американські солдати також носили M97. Після вступу США у Першу світову війну виникла велика потреба у службовій зброї для їхніх військових. Протягом перших трьох років війни США спостерігали за тим наскільки жорсткою є позиційна війна, а також побачили, що є потреба у великій кількості вогнепальної зброї ближнього бою для боїв в окопах. Еволюцією цієї ідеї стала Модель 1897 Trench. Існуюча рушниця Winchester Модель 1897 була модифікована шляхом додавання сталевого захисного кожуха над стволом для захисту від опіків, а також додавання багнетного зажиму для кріплення багнета M1917.

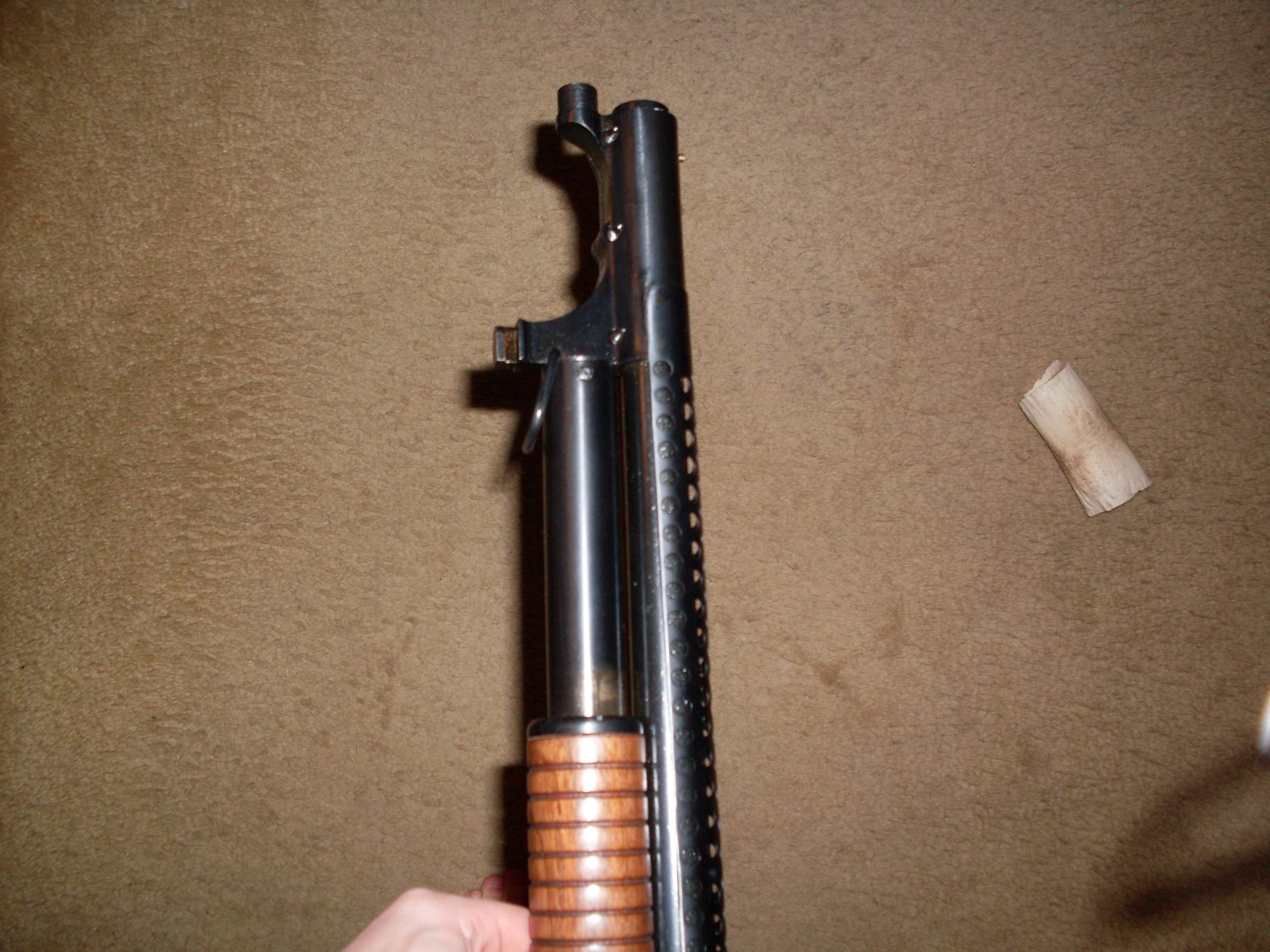
Модель 1897 з багнетним замком для кріплення багнета M1917

Ця модель була ідеальна для ближнього бою і ефективна для ведення вогню в окопах завдяки стволу довжиною 20 дюймів. Під час війни випускали набої з окопною картеччю. Кожен набій містив дев'ять дробових куль калібру 00 (.33 калібр). Це давало значну вогневу потужність кожному солдату при кожному пострілі.
Також казали, що американські солдати, які були вправними стрільцями по тарілкам отримували ці рушниці і стояли на визначених позиціях, щоб вести вогонь по ворожим гранатам у повітрі.
На відміну від більшості сучасних помпових дробовиків, Winchester Модель 1897 могла зробити постріл під час закривання затвора, якщо натиснуто спусковий гачок (оскільки не було розмикача спускового гачка). Разом з п'ятизарядним магазином ця рушниця була ефективною в ближньому бою, тому у військах її називали «trench sweeper» (прибиральник окопів). Такі характеристики дозволяли військовим відстріляти цілий магазин з великою швидкістю. Така особливість має назву «передчасний спуск». Незадовго до кінця війни уряд Німеччини завив протест проти використання дробовиків у бою, оскільки вони викликали непотрібні страждання. Модель 1897 знову почали використовувати під час Другої світової війни в армії США та корпусі морської піхоти, де її використовували разом з воєнною версією безкуркової Моделі 1912. Деякі одиниці використовували і під час Корейської та В'єтнамської воєн.

### Протести під час Першої світової війни
Модель 1897 була популярної серед американських військ під час Першої світової війни, а тому німці незабаром почали проти використання цієї зброї в бою. «19 вересня 1918 року німецький уряд направив дипломатичний протест проти використання американцями дробовиків, стверджуючи, що використання дробовиків заборонено законами війни.» В частині німецького протесту йшлося, що «особливо заборонено використовувати зброю, снаряди або матеріали, які розраховані на нанесення непотрібних страждань», як зазначено в Гаазькій конвенції про сухопутну війну 1907 року. Це єдиний відомий випадок, коли було порушено питання про законність фактичного використання дробовиків в бою. Проте США по іншому інтерпретували використання дробовиків ніж Німеччина. Генеральний прокурор армії, державний секретар Роберт Лансінг, негайно відхилив протест Німеччини. Франція та Британія могли використовувати під час Першої світової війни двоствольні дробовики в якості окопної зброї, але через нестачу високопотужних боєприпасів і вважаючи, що швидкість перезаряджання надто повільна, ці країни не використовували таку зброю на полі бою.
У своєму початковому протесті, Німеччина погрожувала стратою будь-якому військовополоненому, якого схоплять з дробовиком або боєприпасами до нього.  Це призвело до того, що США пригрозили відповідними діями, якщо проти захоплених американських солдатів будуть застосовані такі покарання.  Проте Том Лемлейн, у своїй статті під назвою Проблеми з окопними рушницями зазначив, що «немає жодної фотографії [в мережі або за її межами] окопних рушниць в бою [під час Першої світової]. Жодної.» Він вважав, що незважаючи на погрози помсти, американські експедиційні сили (AEF) наказали піддати цензурі зображення окопних рушниць та зрештою, повністю їх знищити, щоб запобігти витоку цих фото в пресу, що могло дати Німеччині привід зображати війська США «недисциплінованими та варварськими» та «нездатними користуватись належними гвинтівками». Інша причина полягала в тому, що генерал Джон Першинг та його штаб вважали, що французькі та британські командири могли контролювати використання окопної зброї американськими силами через зв'язки з громадськістю, оскільки США вважалися молодшим партнером серед країн Антанти. Лемлейн висловив думку, що «окопні рушниці залишились у Франції і продовжили виконувати свою смертельну, ефективну роботу, але їх просто заборонили фотографувати.»

## Інше використання
Після війни короткоствольна версія Моделі 1897 продавалася компанією Winchester в якості повстанської зброї. Цими дробовиками були озброєні кур'єри компанії American Express, а також різні поліцейські департаменти по всій території США. Різниця між повстанською та окопною версіями полягала у відсутності захисного кожуха та багнетного замка, а також всі окопні рушниці мали антабки, в той час як більшість повстанських рушниць їх не мали.

## Користувачі
- Канада: Beach Commandos та інші абордажні команди Королівських морських командос часів Другої світової
- Ірландія: повідомляли про 698 одиниць на службі наприкінці 1940 року[26]
- Філіппіни[27]
- Південна Корея:[28] використовували у флотилії спеціального призначення ВМС
- США:
  - Збройні сили США
  - Техаські рейнджери
  - Департамент поліції Детройту
  - Поліція штату Іллінойс
  - Прикордонний патруль США[29]
- Об'єднане Королівство: використовувала Королівська ірландська поліція[30][31]